# (26401) Sobotište
26401 Sobotiste (1999 WX) – planetoida z pasa głównego asteroid okrążająca Słońce w ciągu 3,51 lat w średniej odległości 2,31 j.a. Odkryta 19 listopada 1999 roku.